# Schlosskirche (Aufseß)

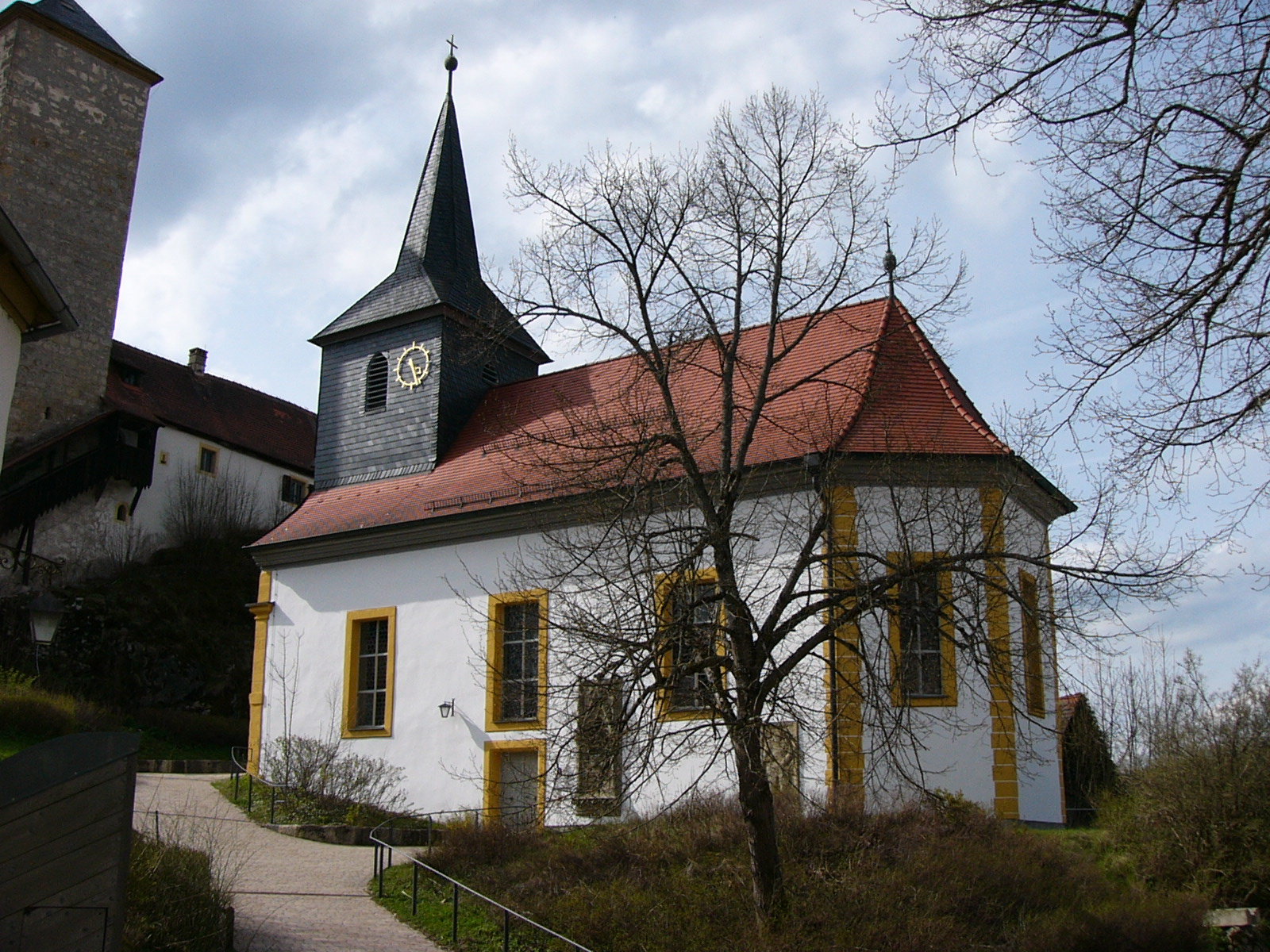
Evangelische Schlosskirche (Aufseß)

Die evangelische Schlosskirche ist ein denkmalgeschütztes Kirchengebäude in der Gemeinde Aufseß im Landkreis Bayreuth (Oberfranken, Bayern). Das Bauwerk ist unter der Denkmalnummer D-4-72-115-18 als Baudenkmal in die Bayerische Denkmalliste eingetragen. Die Kirchengemeinde gehört zum Dekanat Forchheim im Kirchenkreis Bayreuth der Evangelisch-Lutherischen Kirche in Bayern.

## Beschreibung
Anstelle der 1309 gebauten Kapelle im Hof des Schlosses Unteraufseß, an die 1733 eine Gruft und eine Patronatsloge angebaut wurden, entstand die im Osten dreiseitig abgeschossene Saalkirche, die am 23. September 1742 eingeweiht wurde. Doch erst 1744 wurden der Altar, die Kanzel und die Orgel hergestellt und die Brüstungen der Emporen bemalt. Aus Mangel an Geldmitteln unterblieb der Bau eines Kirchturms. Dafür wurde ein quadratischer schiefergedeckter, mit einem achtseitigen spitzen Helm bedeckter Dachreiter errichtet, der sich aus dem Satteldach des Kirchenschiffs im Westen erhebt. Er beherbergt die Turmuhr und den Glockenstuhl. In einer Wandnische steht die Statue von Hans von und zu Aufseß.